# Bet-at-home Cup Kitzbühel 2013
Bet-at-home Cup Kitzbühel 2013 byl profesionální tenisový turnaj pořádaný jako součást mužského okruhu ATP World Tour, který se hrál na otevřených antukových dvorcích Tennis Stadium Kitzbühel. Konal se mezi 28. červencem až 3. srpnem 2013 v rakouském alpském letovisku Kitzbühel jako 69. ročník turnaje.
Turnaj s rozpočtem 467 800 eur patřil do kategorie ATP World Tour 250. Nejvýše nasazeným hráčem ve dvouhře byl dvacátý třetí tenista světa Philipp Kohlschreiber z Německa, kterého ve druhém kole vyřadil Mayer.

## Mužská dvouhra

### Nasazení
| Stát      | Hráč                  | ATP1) | Nasazení |
| --------- | --------------------- | ----- | -------- |
| Německo   | Philipp Kohlschreiber | 23.   | 1.       |
| Argentina | Juan Mónaco           | 30.   | 2.       |
| Španělsko | Fernando Verdasco     | 32    | 3        |
| Rakousko  | Jürgen Melzer         | 34.   | 4.       |
| Argentina | Carlos Berlocq        | 43.   | 5.       |
| Španělsko | Roberto Bautista-Agut | 48.   | 6.       |
| Španělsko | Albert Montañés       | 49.   | 7.       |
| Španělsko | Marcel Granollers     | 51.   | 8.       |

- 1) Žebříček ATP k 22. červenci 2013.

### Jiné formy účasti
Následující hráči obdrželi divokou kartu do hlavní soutěže:
- Andreas Haider-Maurer
- Mate Pavić
- Dominic Thiem

Následující hráči postoupili z kvalifikace:
- Martin Fischer
- Jan Hájek
- Dennis Novak
- Antonio Veić
  -  Aldin Šetkić – jako šťastný poražený

### Odhlášení
před zahájením turnaje
- Pablo Andújar
- Roberto Bautista-Agut
- Guido Pella
- Viktor Troicki (zákaz startu od ITF)

## Mužská čtyřhra

### Nasazení
| Stát     | Hráč              | Stát      | Hráč              | ATP1) | Nasazení |
| -------- | ----------------- | --------- | ----------------- | ----- | -------- |
| Česko    | František Čermák  | Česko     | Lukáš Dlouhý      | 78.   | 1.       |
| Itálie   | Daniele Bracciali | Slovensko | Filip Polášek     | 88.   | 2.       |
| Rakousko | Oliver Marach     | Španělsko | Fernando Verdasco | 103.  | 3.       |
| Německo  | Martin Emmrich    | Německo   | Christopher Kas   | 107.  | 4.       |

- 1) Žebříček ATP k 22. červenci 2013; číslo je součtem umístění obou členů páru.

### Jiné formy účasti
Následující páry obdržely divokou kartu do hlavní soutěže:
- Carlos Becke /  Philipp Kohlschreiber
- Gerald Melzer /  Jürgen Melzer

## Přehled finále

### Mužská dvouhra
- Marcel Granollers vs.  Juan Mónaco, 0–6, 7–6(7–3), 6–4

### Mužská čtyřhra
- Martin Emmrich /  Christopher Kas vs.  František Čermák /  Lukáš Dlouhý, 6–4, 6–3